# 카락타쿠스

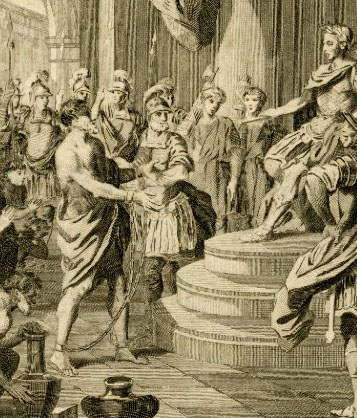
클라우디우스 황제 앞에 끌려온 카라타쿠스. 18세기 판화. 화가 미상.

카락타쿠스(라틴어: Caractacus, 고대 그리스어: Καράτακος) 중세 웨일스어: Caratawc, 웨일스어: Caradog 카라독, 브르타뉴어: Karadeg)는 기원후 1세기 켈트족 브리튼인 카투벨라우니 부족의 군장으로, 로마의 브리튼 침공에 대항한 저항군을 이끌었다.
카락타쿠스는 회전과 유격전을 병용하며 로마에 수십 년간 저항했으나 결국 후반으로 갈수록 이겨내지 못했다. 전투에서 대패한 카락타쿠스는 카르티만두아 여왕의 땅으로 도망갔으나 여왕은 그를 잡아 로마군에 넘겼다. 카락타쿠스는 저항한 피정복민 군주들이 으레 그랬듯이 사형이 선고되었으나, 죽기 전에 클라우디우스 황제 앞에서 변론을 할 기회가 주어졌다. 이 때 황제를 설득하는 데 성공해 목숨을 보존하고 여생을 로마에서 보냈다.
웨일스 신화의 카라독 압 브란, 브리타니아 열왕사에 등장하는 브리튼인의 신화적 왕 아르비라르구스, 원탁의 기사 카라독 등이 카라탁쿠스의 영향을 받아 창조된 인물들로 여겨진다.

## 같이 보기
- 베르킨게토릭스